# Trachyspina olary
Trachyspina olary är en spindelart som beskrevs av Norman I. Platnick 2002. Trachyspina olary ingår i släktet Trachyspina och familjen Trochanteriidae.
Artens utbredningsområde är Sydaustralien. Inga underarter finns listade i Catalogue of Life.